# Axonopus polystachyus
Axonopus polystachyus är en gräsart som beskrevs av George Alexander Black. Axonopus polystachyus ingår i släktet Axonopus och familjen gräs. Inga underarter finns listade i Catalogue of Life.